# Јапори (Лука)
Јапори је насеље у Италији у округу Лука, региону Тоскана.
Према процени из 2011. у насељу је живело 2 становника. Насеље се налази на надморској висини од 914 м.